# Iyán González Gálvez
Iyán González Gálvez (Avilés, Asturias, España, 9 de junio de 1995) es un árbitro de baloncesto español de la liga ACB e internacional FIBA. Pertenece al Comité de Árbitros de Asturias.

## Trayectoria
Iyán se inició en el baloncesto en el colegio Quirinal para jugar hasta su segundo año júnior en la Atlética Avilesina. Por entonces ya hacía sus pinitos con el silbato, pero fue a partir de esa retirada cuando se volcó en el arbitraje.
Con solo 18 años dirigió una final Nacional de Minibasket en Cádiz y a los 20 pasó a formar parte del grupo 1 de la FEB, que abarca las categorías LEB Oro y Plata y Liga Femenina, en esta con protagonismo por su designación para conducir la final de la Copa de la Reina.
En septiembre de 2018 se oficializó su ascenso a la Liga ACB, siendo el primer árbitro avilesino en llegar a la máxima categoría.
En 2023 consigue la condición de árbitro internacional FIBA. 

## Temporadas
| Categoría        | País   | Año               |
| ---------------- | ------ | ----------------- |
| Categorías bases | España | 2009 - 2014       |
| FEB              | España | 2014 - 2018       |
| Liga ACB         | España | 2018 - Actualidad |